# 정림초등학교
정림초등학교는 대한민국 경기도 화성시에 있는 공립 초등학교이다.

## 학교 연혁
- 1946년 12월 11일 정남초등학교 망월분교장 인가
- 1950년 6월 1일 정림국민학교 인가
- 1951년 8월 25일 제1회 졸업식
- 1984년 9월 1일 병설유치원 개원
- 1996년 3월 1일 정림초등학교로 개칭
- 2016년 2월 4일 제32회 병설유치원 졸업식 483명
- 2016년 2월 5일 제66회 졸업식 3221명
- 2016년 3월 1일 초등학교 6학급 편성, 특수학급 1학급 편성, 병설유치원 1학급 편성
- 2016년 3월 1일 제23대 이홍근 교장선생님 부임
- 2017년 2월 10일 제67회 졸업식(3244명 졸업)
- 2017년 3월 1일 6학급 편성, 사랑반 1학급, 병설유치원 1학급 편성